# Пейно П'єр-Жан-Еміль
П'єр-Жан-Еміль Пейно́ (фр. Émile Peynaud; нар. 29 червня 1912, Мадіран — пом. 18 липня 2004, Таланс) — французький вчений в галузі енології, доктор наук з 1947 року.

## Біографія
Народився 29 червня 1912 в Мадірані (Франція). 1936 року закінчив Університет Бордо. Працював на адміністративній роботі, в тому числі директором агрономічної і енологічної станції; професор Інституту енології (Бордо).
Був експертом Міжнародної організації виноградарства і виноробства і його офіційним представником в багатьох країнах світу.
Нагороджений золотою і срібною медалями Сільськогосподарської академії Франції.
Помер в Талансі 18 липня 2004 року. Похований в Талансі.

## Наукова діяльність
Наукові дослідження в галузі фізіології рослин, біохімії бродіння, мікробіології, аналітичної хімії, технології вина, оцінки харчової цінності вина та інше. Автор біля 300 робіт. Російською мовою перекладено працю «Теорія і практика виноробства». Праці:
- Traite d'oenologie: 2t. — Paris, 1964—1966 (співавтор);
- Sciences et techniques du vin: 4t. — Paris, 1972—1977 (співавтор);
- Le gout du vin. — Paris, 1980;
- Connaissance et travail du vin. — Paris, 1981.